# 村山康夫
村山 康夫（むらやま やすお、1948年2月13日 - ）は、日本の実業家、昭和シェル石油株式会社元代表取締役社長。

## 人物・経歴
1948年2月13日、東京都生まれ。1972年3月、立教大学大学院理学研究科・化学専攻修了。
1972年4月、シェル石油株式会社入社。
1996年6月、昭和シェル石油株式会社経営相談室長、2000年4月、同社経営相談部長。
2001年3月、同社販売部長、取締役就任。2003年3月、常務取締役、2005年3月、専務取締役。2006年3月、同社代表取締役社長就任。
座右の銘は「人間の知恵に限界はない」。誰も思いつかなかったアイデアを出した部下には、惜しみない賛辞を贈り、経営者として何よりも独創性を重視した。